# 放送禁止
放送禁止（ほうそうきんし）では、放送事業者が、その放送内容のすべてもしくはその一部の放送を禁止する、あるいは禁止するに至らないよう放送内容を自主規制する行為について述べる。なお、公権力による放送事業者に対する放送（事業）そのものの禁止、ないしは制限（停波命令、免許の取り消しないし停止など）はここでは含まない。

## 概要
言論・表現の自由が認められていない、あるいは制限されている国においては、その政府が法令などを定め、検閲などにより特定の内容を含む番組などのすべてもしくは一部について禁止することがあるが、言論・表現の自由が認められている国においては、おおむね各放送事業者の自主的判断（自主規制）により、番組などのすべてもしくはその一部について、その放送を禁止する。
日本では、戦前の放送事業開始時は、逓信省（郵政省を経て現・総務省）が微細かつ裁量的な放送禁止事項を定め、事前検閲を経た放送を行っていた。戦後は公権力による検閲を建前上禁じた日本国憲法第21条のもと、放送法5条に基づき、各放送事業者が、自主的に制定する放送コードである「番組基準」に従い、放送を行なっている。

### 表現の自由と放送禁止
イギリスで1962年に出された、ピルキントン委員会報告書にある「よいテレビ放送の三大要素」の指摘が、同国の放送業界で「今なお妥当性を失わない見識」として位置づけられている。
1. 番組の企画と内容は可能なかぎり広い範囲の題材の中から選択するという大衆の権利を尊重するものでなければならない。
2. 題材のこの広い範囲のあらゆる部分で質の高いアプローチとプレゼンテーションがなされなければならない。
3. これは何よりも重要なことであるが、テレビという強力なメディアに従事する人々はテレビには価値や道徳規準に影響を及ぼす力があり、また、すべての人びとの生活を豊かにする能力があることを十分意識しなければならない。放送事業者は、大衆のさなざまな好みや態度に注意を払い、それらを知っていなければならない。同時に、それらを変化させ成長させていく力があることを自覚し、その意味で指針を大衆に示すようにしなければならない。

類似の社会環境である日本の放送業界でも、この見識を前提に、自主規制のための細かな基準を各放送局（「よいテレビ放送の三大要素」ではあるが、ラジオでも）が独自に定め、放送の可否を独自に判断している。

## 放送禁止の対象
言論・表現の自由が認められている国において放送禁止の対象となるものは、おおむね社会通念に反する行為あるいは犯罪を肯定するような事項とされる。逆に言論・表現の自由が認められていない、あるいは制限されている国（多くの場合、絶対的な国家元首が存在する）においては、その国の王族・国家体制・元首・政治家などに対して礼を失した言葉や表現、侮蔑、批判も対象とされる。

### ドイツにおける放送禁止の対象
日本と同様に言論、表現の自由を認めているドイツでは、通常の自主規制に加え、ナチズムのプロパガンダおよびこれに類する行為が刑法（第130条「民衆扇動罪」）により厳しく禁じられており、処罰の対象となる法定化された放送禁止用語や放送禁止表現が存在する。具体的には国家社会主義ドイツ労働者党（ナチス、ナチ党）を肯定的に扱ういくつかの言葉や表現、特に同党のシンボルとなったハーケンクロイツ（かぎ十字）などの規制である。近年になって、反ナチズムの高揚を目的とし「同党を明確に犯罪団体として侮蔑的（否定的）に扱う」ことを条件に、やや規制が緩和されている。なお、刑法により禁じられていることから、この規制は放送のみならず、出版、インターネットなども広く対象となっている。

### 日本における放送禁止の対象

#### 主な対象および内容
日本では、各法律および、日本放送協会（NHK）・民間放送（民放）の各局が自己制定している番組基準に基づいて、以下のような内容の放送が禁止されている。
電波法に定められているもの
- 特定の誰かが利益または損害を得るような虚偽（106条）
  - 遭難の事実がないのに遭難通信を発すること（106条2項）
    - ピンク・レディーの楽曲『S・O・S』の冒頭部SEに使われたSOSのモールス符号がこれに該当したことで知られる。1999年1月31日をもってモールス符号による遭難通信の取扱いが廃止されたため、これ以降は原則としてノーカットの放送が可能となった。なお、モールス符号自体の放送は禁止されていない。局名告知の際のコールサインや、ニュース速報を示す文字列「NEWS」をサウンドロゴとして流すなどの用法がみられる。モールス符号#電信以外の使用例を参照。
- 日本国憲法またはその下に成立した政府を暴力で破壊することを主張する通信を発すること（107条）
  - オウム真理教はこの規定により日本の全ての放送局で番組を提供することができず、当時ソ連崩壊直後だったロシア連邦のモスクワ放送（現・スプートニク）の送信機を賃借して放送した。
  - 日本民間放送連盟（民放連）放送基準第2章(7)「国および国の機関の権威を傷つけるような取り扱いはしない」の解説において、「国の象徴としての天皇もここに含まれる」としている[2]。天皇および皇室に対する否定的な扱いは（放送禁止とならないまでも）慎重になされる。
- わいせつな通信を発すること（108条）

放送法に定められているもの
- 教育・教養・娯楽・報道の各大分野ごとに放送する番組数や放送時間の調和を取らない、またはいずれか1つ以上のジャンルの番組を一切放送しないこと（基幹放送事業者のみ、106条）
  - NHK Eテレ、放送大学は例外。
  - 特に日本国内のキリスト教団体では、既存民放局の放送枠のごく一部を買い切るだけでは不十分と判断し、そのような規制のない外国から短波や中波で日本向けに布教専門の番組を長時間放送するケースが2024年現在でも見られ、そのための独立した宗教法人も存在する。

個人情報の保護に関する法律に定められているもの
- 個人情報が特定される（おそれのある）もの（50条3項）

その他
- 差別を助長する（恐れのある）言葉や表現
  - 刑事裁判の報道では、心神喪失を理由に無罪の判決を受けた被告人の実名は、事実上の放送禁止とする措置が取られている。
- 暴力や犯罪を肯定的に扱う言葉や表現
  - 未成年者の飲酒・喫煙・ギャンブルなど

#### NHKにおける商標の扱い
公共放送であるNHKでは、上記の基準に加え、放送法83条1項の広告放送の禁止規定に基づき、後述の例外の場合を除いて、事業者名・店舗名等は「機械メーカー」「和食チェーン店」といった一般化した形で伏せられ、商標はほぼ一律に一般名称に言い換えている（後述）。テレビ番組であればロゴマークを隠して放送する。
商標言い換えの一例は以下のとおり。
- 「テトラポッド」→「波消しブロック」[注釈 1]
- 「味の素」→「うま味調味料」
- 「ファミコン」→「家庭用ゲーム機」
- 「QRコード」→「二次元コード」[注釈 2]
- 「宅急便」→「宅配便」[注釈 3]

なお、ストレートニュースで事件・事故、リコール情報などを扱う場合や株式市況の「日経平均株価」や「東証株価指数」、「ギネス世界記録」達成や「新語・流行語大賞」の入賞語、経済系情報番組などで個別経営者へのインタビューを放送する場合、ドキュメンタリー番組などで全編にわたって商品開発等の様子を描く場合など、多くの例外がある。複数の企業・事業者・学校が参加する番組では、名称を業種・業態・学校名をそのまま表現することで完全に伏せるのではなく、参加団体の名称をもじることで対処することもある。また、番組公式SNSアカウントの紹介、それらと番組の連動企画等では、SNSプラットフォーム名（Twitter、LINEなど）が明示される。

#### 民放連における放送音楽などの取り扱い内規
かつて日本民間放送連盟（民放連）が定めた放送音楽の取り扱い内規において、いわゆる「放送禁止歌」のリストが存在した。現在もガイドライン自体は存在する。

#### 放送禁止対象の経年変化
放送禁止の対象となるものは、法改正のみならず世論動向などにより時代とともに変化していくため、古い番組内容の再放送の際に問題になる。コメントについては該当する部分を消すといった処置が行われる。その一方で、犯罪を肯定・助長しないものであれば、放送前にあらかじめ「作品のオリジナリティを重視する」旨の断りを入れて、オリジナルのまま放送することもある。
- 過去[注釈 7]、法規制の緩い時代に撮影された映画やドラマ等において、シートベルト、ヘルメットなどを着用していない状態で乗り物を運転する場面。
  - テレビドラマの制作などでは、おもに財政的な事情により私有地ではなく公道を使う場合が多くなり、この場合には例外なくヘルメットやシートベルトが必須となる。悪役であっても車を運転する際はシートベルトを締め、オートバイを運転する際はヘルメットをかぶる。そうでない場面を表現する場合、これを後で画像処理により除くのに費用がかかることから、NHKで番組の規制基準が見直された2008年ごろを境に、この種のシーンの撮影は行わなくなっている[3]。
- 2008年、NHKは「放送可能用語」を公開した。詳しくは「放送禁止用語」を参照のこと。